# صول صغير

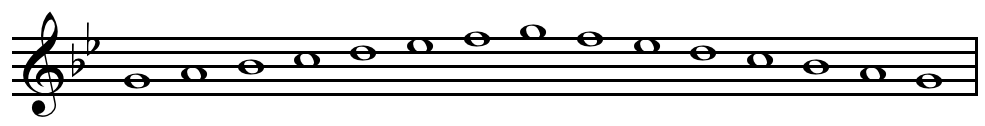
سلم صول صغير صعوداً وهبوطاً

صول صغير (G minor) هو سلم موسيقي صغير يتألف من الدرجات الموسيقية صول G، لا A، سي المنخفضة ♭B، دو C، ري D، مي المنخفضة ♭E، فا F، وينتهي بمفتاح صول G، وذلك على الترتيب التالي من اليسار إلى اليمين:
G, A, B♭, C, D, E♭, F, G
يحوي سلم صول الصغير على إشارتي خفض واحدة على السي وواحدة على المي. إن السلم الصغير المتناغم معه يكون عن طربق رفع الفا F إلى ♯F.
إن المفتاح الموسيقي القريب له على السلم الكبير هو سي منخفض كبير، أما المفتاح الموسيقى الموازي فهو صول كبير.